# Yamal Airlines
Yamal Airlines (russisch ОАО «Авиационная транспортная компания «Ямал», OAO Awiazionnaja transportnaja kompanija Jamal) ist eine Fluggesellschaft mit Sitz im nordsibirischen Salechard, Russland. Es handelt sich um die größte Regionalfluggesellschaft des Landes.

## Geschichte

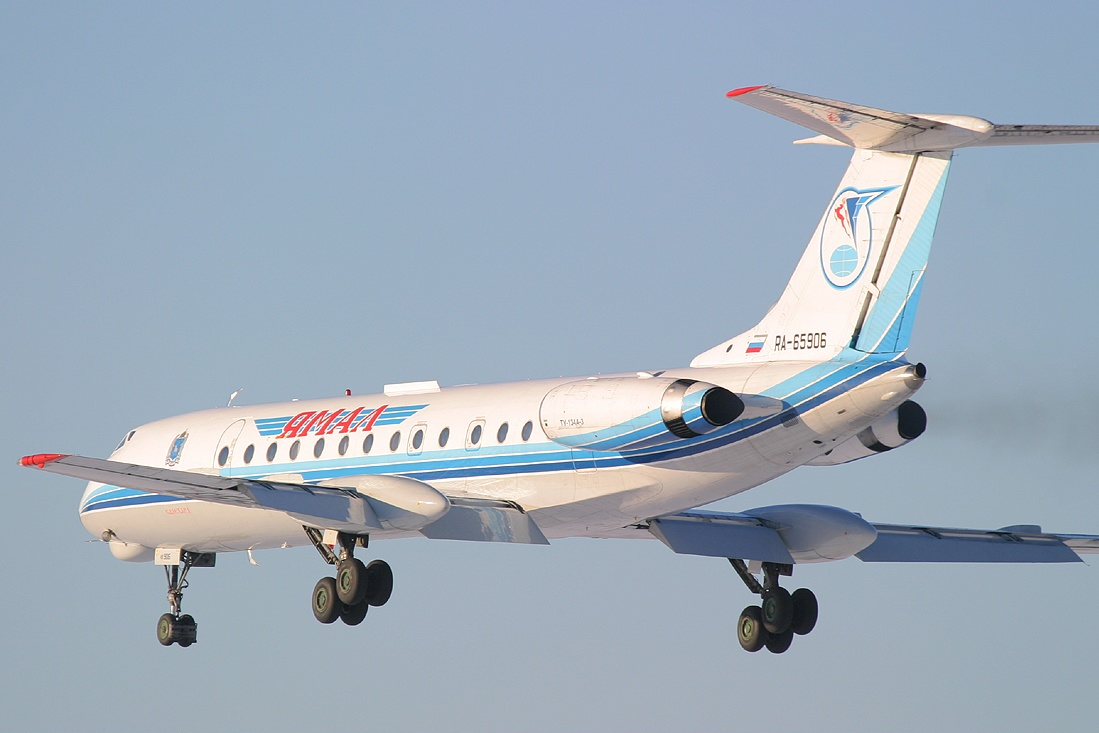
Tupolew Tu-134 der Yamal Airlines

Die 1997 gegründete Fluggesellschaft bietet Regionalflüge in verschiedene russische Städte, wie auch internationale Flüge an. Der Name bezieht sich auf die Jamal-Halbinsel (auch Samojeden-Halbinsel genannt) in Nordwest-Sibirien (Russland, Asien). Die Halbinsel gehört zum autonomen Kreis der Jamal-Nenzen, in dem sich der Sitz der Fluggesellschaft befindet. Die Gesellschaft fliegt rund 40 Ziele mit einer Flotte von rund 55 Flugzeugen an. Der Flughafen Göteborg/Landvetter war das erste westeuropäische Flugziel und wurde ab Frühjahr 2012 mit drei Direktflügen nach Moskau bedient. Zeitweise (2011/2012) flog sie auch den Flughafen Karlsruhe/Baden-Baden an, zog sich dann aber wieder zurück. Die Strecke wurde danach von Air Berlin bedient, letztere hat jedoch mittlerweile selbst alle Flüge nach Russland eingestellt. Yamal zielt auf russische Fluggäste ab und betreibt eine ausschließlich russischsprachige Website. Generaldirektor der Gesellschaft ist Wassili Krjuk.
Am 30. April 2016 wurde mit dem kommerziellen Betrieb der Suchoi Superjet begonnen, drei Flugzeuge waren bis Mai ausgeliefert.
Im April 2022 wurde die Gesellschaft auf die als „Schwarze Liste“ bezeichnete EU-Flugsicherheitsliste gesetzt und ihr damit der Betrieb in der EU untersagt. Grund dafür ist, dass die russische Föderale Agentur für Lufttransport russischen Gesellschaften erlaubt, ausländische Luftfahrzeuge ohne gültiges Lufttüchtigkeitszeugnis zu betreiben.

## Flotte
Mit Stand vom Juni 2022 besteht die Flotte der Yamal Airlines aus 29 Flugzeugen mit einem Durchschnittsalter von 11,4 Jahren:
| Flugzeugtyp         | Anzahl | bestellt | Anmerkungen                             | Sitzplätze |
| ------------------- | ------ | -------- | --------------------------------------- | ---------- |
| Airbus A320-200     | 08     |          | einer inaktiv                           | 164 180    |
| Airbus A321-200     | 03     |          | zwei inaktiv                            | 220        |
| Bombardier CRJ200LR | 03     |          | eine inaktiv                            | 50         |
| Suchoi Superjet 100 | 15     |          | fünf inaktiv; 10 Bestellungen storniert | 100 103    |
| Gesamt              | 29     |          |                                         |            |

Am 6. Mai 2019 wurde bekannt, dass Yamal Airlines den Auftrag für 10 Suchoi Superjet 100 storniert hat. Der Yamal-Geschäftsführer Wassili Krjuk erklärte der russischen Nachrichtenagentur TASS, dass die operativen Kosten der Superjets zu hoch seien. Aufgrund von Fehlern und mangelhaftem Support schaffte es Yamal zudem nur, gut die Hälfte der bereits vorhandenen Superjets einsatzfähig zu halten.